# Wadi Hamra (Gilf Kebir)
Wadi Hamra (arabisk: الوادي الحمراء, den røde dal) er en dal i Gilf Kebir, i New Valley governorat i den yderste sydvestlige del af Egypten. Området er kendt for sin vegetation og klippeudskæringer.

## Geografi
Den cirka 20 km lange wadi Ḥamra er den østligste af tre dale, der stammer fra Abu Ras-plateauet i Gilf Kebir. De løber nordpå, og består af wadi Ṭalḥ mod vest og wadi Abd el-Mālik i midten. Navnet på wadierne stammer fra farven på sandet, som er rødligt på grund af et højt indhold af jernoxidindhold.

## Vegetation
Den øvre del af wadi Hamra modtager vand fra plateauet og giver grundvandslagringskapacitet til en bemærkelsesværdig vækst af træer og buske på trods af dets hypertørre klima. Vegetationen omfatter træer som Vachellia tortilis (en), buske som Maerua crassifolia (en), fagonia (en) og Zilla spinosa (en).

## Graveringer i klipperne
I wadi Hamra er der tre bemærkelsesværdige steder med graveringer og helleristninger, der skildrer den vilde fauna som giraffer, gazeller og antiloper:
- Rhoterts sted i den øvre del af wadi, der blev opdaget under Frobenius-Rhotert ekspeditionen i 1935.[3]
- Negros-feltet, opdaget af Negro og hans medarbejdere i 1991, og ligger på en lav klippeflade på østsiden af dalen i den midterste del.[4]
- Bergers felt, opdaget af Berger og hans medarbejdere i 1998, og ligger for enden af en lille sidewadi ikke langt fra Negros-feltet.[5]

## Galleri med klippestik på Negros-feltet
- Kampesten med indgraverede dyr
- Kampesten med udhuggede dyr
- Udhuggede giraffer

- Giraf
- Petroglyffer
- Petroglyffer